# Pollimyrus adspersus
Pollimyrus adspersus är en fiskart som först beskrevs av Günther, 1866.  Pollimyrus adspersus ingår i släktet Pollimyrus och familjen Mormyridae. IUCN kategoriserar arten globalt som livskraftig. Inga underarter finns listade i Catalogue of Life.